# Księstwo Pindosu
Niektóre z zamieszczonych tu informacji wymagają weryfikacji.
Dokładniejsze informacje o tym, co należy poprawić, być może znajdują się w dyskusji tego artykułu.
 Po wyeliminowaniu niedoskonałości należy usunąć szablon [[Szablon:Dopracować|]] z tego artykułu.
Księstwo Pindosu – niezrealizowany projekt polityczny, w zamysłach jego twórców mający być zalążkiem autonomii Arumunów na Bałkanach podczas II wojny światowej.

## Tło
Obszar Pindosu był przedmiotem sporu między Albanią, Rumunią i Grecją od początków XX wieku. Rumuni protestowali przeciw włączeniu ziem zamieszkanych przez Arumunów do Grecji w 1912. W 1918 arumuńscy nacjonaliści zadeklarowali w Konitsy utworzenie Księstwa Pindosu, ale przetrwało ono tylko jeden dzień. W okresie dyktatorskiego panowania w Grecji Joanisa Metaksasa (lata 1936-1941) publiczne używanie języka arumuńskiego było zabronione, a dzieci zmuszone zostały do uczęszczania do greckich szkół.

## Druga wojna światowa
Księstwo Pindosu utworzone zostało przez nacjonalistów arumuńskich w okupowanej przez Włochów Grecji w 1941 obejmując Macedonię, Epir i Tesalię. Założone zostało przez Alcybiadesa Diamandi – ekstremistę arumuńskiego. Włosi wspierali tę inicjatywę, także finansowo, wykorzystując przy tym przychylność mniejszości rumuńskiej do faszyzmu. Arumuni tworzyli zbrojne oddziały, walczące zwłaszcza w Tesalii. Po wojnie kolaborujący z Włochami nacjonaliści arumuńscy byli sądzeni głównie przez sąd specjalny w Larisie, jedynie trzech trafiło przed sąd specjalny w Salonikach.
Rządzący Księstwem Pindosu: 
- 1941–1942 Alcybiades Diamandi
- 1942-1943 Mikołaj Matussi